# HD176281
HD176281 — хімічно пекулярна зоря спектрального класу F2, що має видиму зоряну величину в смузі V приблизно  8,3.
Вона  розташована на відстані близько 604,0 світлових років від Сонця.